# Doig River
För indianreservatet, se Doig River Indian Reserve 206.
Doig River är en flod i provinserna Alberta och British Columbia i Kanada. Från källan i Alberta rinner den västerut över gränsen till British Columbia och sedan söderut till mynningen i Beatton River nordost om Fort St. John.